# Толстики (Смоленская область)
Толстики — деревня в Духовщинском районе Смоленской области России. Входит в состав Бабинского сельского поселения. Население — 5 жителей (2007 год).
Расположена в северной части области в 11 км к юго-западу от Духовщины, в 4 км восточнее автодороги Р136 Смоленск — Нелидово. В 11 км юго-восточнее деревни расположена железнодорожная станция Присельская на линии Москва — Минск.
Также, деревня с таким названием существовала в Краснинском районе до 1980-х годов, к началу 90-х дорога в сторону "других" Толстиков заросла лесом, большинство домов сгорели или разрушились.

## История
В годы Великой Отечественной войны деревня была оккупирована гитлеровскими войсками в июле 1941 года, освобождена в сентябре 1943 года.